# Bathyagonus
Bathyagonus is een geslacht van straalvinnige vissen uit de familie van harnasmannen (Agonidae). Het geslacht is voor het eerst wetenschappelijk beschreven in 1890 door Gilbert.

## Soorten
- Bathyagonus alascanus Gilbert, 1896
- Bathyagonus infraspinatus Gilbert, 1904
- Bathyagonus nigripinnis Gilbert, 1890
- Bathyagonus pentacanthus Gilbert, 1890